# Абелево расширение
Абелево расширение поля — расширение Галуа, для которого группа Галуа является абелевой.
Например, расширение {\displaystyle \mathbb {Q} [{\sqrt {2}}]} является абелевым: его группа Галуа состоит из двух элементов и является абелевой, нетривиальный автоморфизм переставляет местами числа {\displaystyle {\sqrt {2}}} и {\displaystyle -{\sqrt {2}}}. Расширение {\displaystyle \mathbb {Q} [{\sqrt[{3}]{2}},{\sqrt {3}}i]} не является абелевым: данное поле является полем разложения многочлена {\displaystyle x^{3}-2} и его автоморфизмы, фиксирующие {\displaystyle \mathbb {Q} }, переставляют разные корни этого многочлена, то есть группа Галуа этого расширения является симметрической группой порядка 3 и, соответственно, некоммутативна. Важным примером абелева расширения являются циклотомические (круговые расширения), получающиеся присоединением к полю корней из единицы, в случае поля рациональных чисел, вследствие такого расширения получаются круговые поля. Согласно теореме Кронекера — Вебера произвольное абелево расширение рациональных чисел является подполем некоторого кругового поля.
Если поле содержит первообразный корень из единицы степени {\displaystyle n}, то расширение, полученное присоединением к нему корня степени {\displaystyle n} из некоторого элемента (расширение Куммера), является абелевым. Для общего случая[уточнить] это утверждение не является верным.
Циклическое расширение — важный частный случай абелева расширения, — расширение, для которого группа Галуа является циклической. Произвольное конечное расширение конечного поля является циклическим.